# 福井県道126号森田停車場中角線
福井県道126号森田停車場中角線（ふくいけんどう126ごう もりたていしゃじょうなかつのせん）は福井県福井市内に終始する主要地方道と駅および一般県道を結ぶ一般県道である。

## 路線概要
森田駅と主要地方道である福井県道5号および福井県道29号を接続する役割を担う路線である。福井県道125号と共に当該駅へのアクセス、特に駅西側からのアクセスを担っている。またこの役割り以外にも福井県道125号と合わせて福井県道30号と福井県道5号を結ぶという役割も担っており、複合的な立場から福井市北部において重要な道路といえるだろう。
かつての終点は福井市中角町の中角橋右岸部にあったが、福井県道5号の経路変更（九頭竜川をこえる中角橋の歩道橋への架替）に際し同線の新経路（従前の福井県道29号）が通る天池橋を降りたところにある天池交差点へ変更となり、中角町を通らなくなった。また、同時に福井県道29号の起点も対岸側の灯明寺交差点から天池交差点へ移動している。

### 路線データ
- 起点：福井県福井市栄町
- 終点：同市天池町

## 道路状況
全線片側1車線の確保された一般的な県道である。停車場線としては指定区間が長く、駅へのアクセス以外の役割も担っていることから、交通量はそこそこある。起点後にある交差点では混雑も見られるが渋滞が起こるほどの混雑は見られない。周囲が福井市市街地のベッドタウンであることから朝方と夕方の利用が多くより混雑するので利用の際は注意が必要な道である。

## 接続路線
- 福井県道125号森田停車場線（福井市栄町、起点）
- 福井県道・石川県道5号福井加賀線、福井県道29号福井金津線（福井市天池町・天池交差点、終点）

## 沿線
- ハピラインふくい線 森田駅
- 仁愛女子短期大学